# Valeriano de Nassau-Usingen

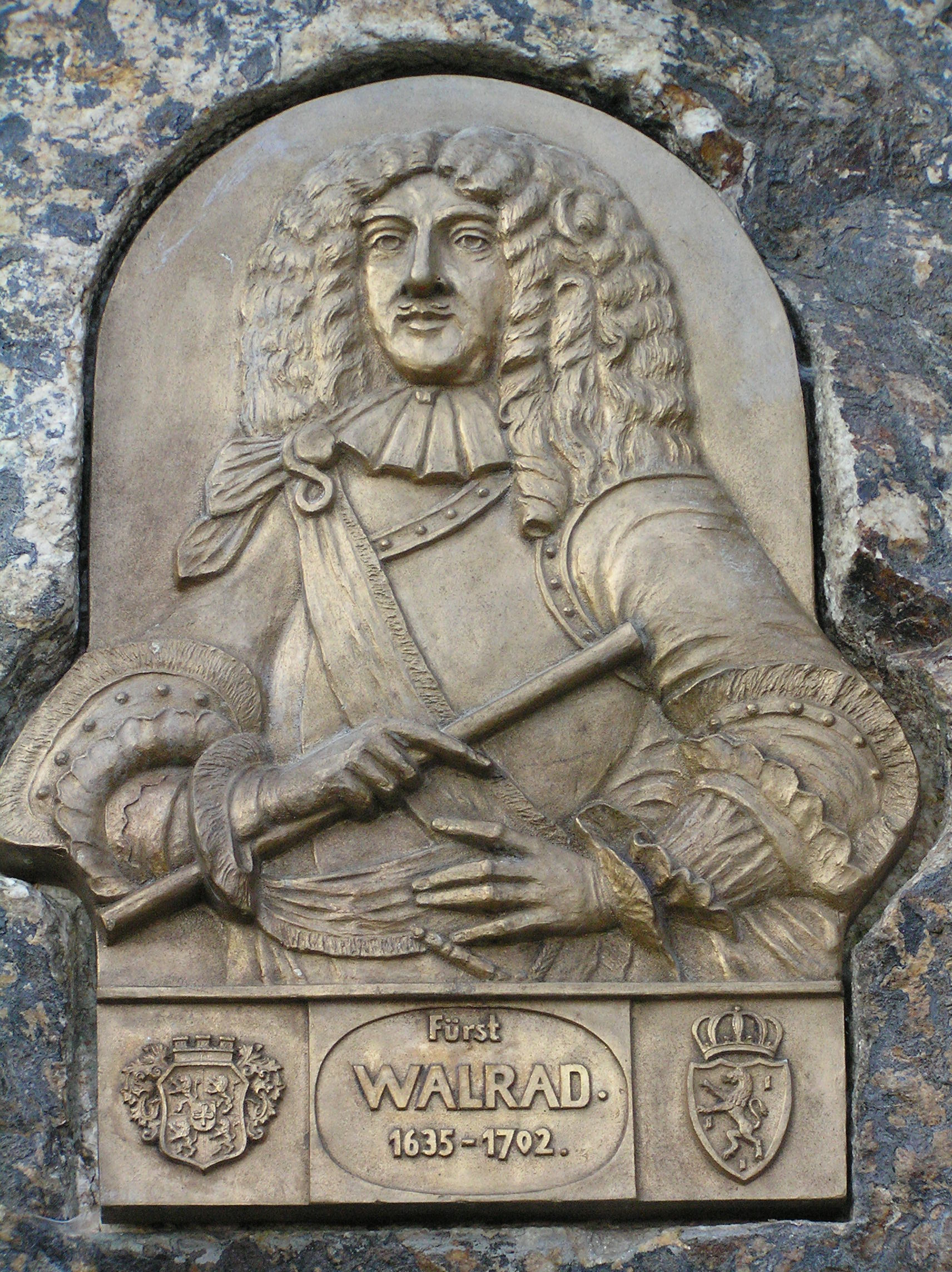
Valeriano, príncipe de Nassau-Usingen.

Valeriano de Usingen-Nassau (en alemán: Walrad von Nassau-Usingen; Usingen, 25 de febrero de 1635 - Roermond, 17 de octubre de 1702) fue desde 1659 conde y desde 1688 príncipe de Nassau-Usingen, así como fundador de la línea Usingen de la Casa de Nassau.

## Familia
Era el hijo menor del Conde Guillermo Luis de Nassau-Saarbrücken y Ana Amalia de Baden-Durlach, hija del Margrave Jorge Federico de Baden-Durlach.

## Carrera militar
Valeriano era un respetado jefe militar. En épocas diferentes fue Mariscal de Campo del Sacro Imperio Romano Germánico y de las Provincias Unidas de los Países Bajos bajo la autoridad del Príncipe Guillermo III de Orange. En 1664, se apresuró a alcanzar Szentgotthárd, pero llegó demasiado tarde para participar en la batalla de San Gotardo. En 1683, consiguió levantar el cerco turco de Viena, por lo que desempeñó un papel en el fracaso de la conquista islámica de la Europa Central por los otomanos. Por estas hazañas, el rey Juan III Sobieski de Polonia le concedió la Orden del Águila Blanca, la más alta distinción polaca.
Valeriano luchó también en la Guerra de Sucesión del Palatinado. A partir de 1696 comandó las tropas holandesas. El 1 de julio de 1690, ganó la batalla de Fleurus y el 3 de agosto de 1692 la de Seenkerke.
Durante la Guerra de Sucesión Española, se le encomendó la tarea de implementar la prohibición imperial contra el Elector José Clemente de Colonia, quien se había puesto del lado de los franceses contra el Imperio. Con este fin, comandó las tropas aliadas en el sitio de Kaiserswerth en 1702.

## Creación de Nassau-Usingen
El Príncipe Guillermo Luis dejó tres hijos varones, quienes se dividieron los territorios de Nassau el 31 de marzo de 1659: Juan Luis recibió Ottweiler, Gustavo Adolfo mantuvo Saarbrücken y Valeriano recibió Usingen y se convirtió en fundador de una nueva rama.
Fue elevado al rango de príncipe en 1688. A su muerte fue sucedido como Príncipe de Nassau-Usingen por su hijo Guillermo Enrique.

## Legado en Usingen

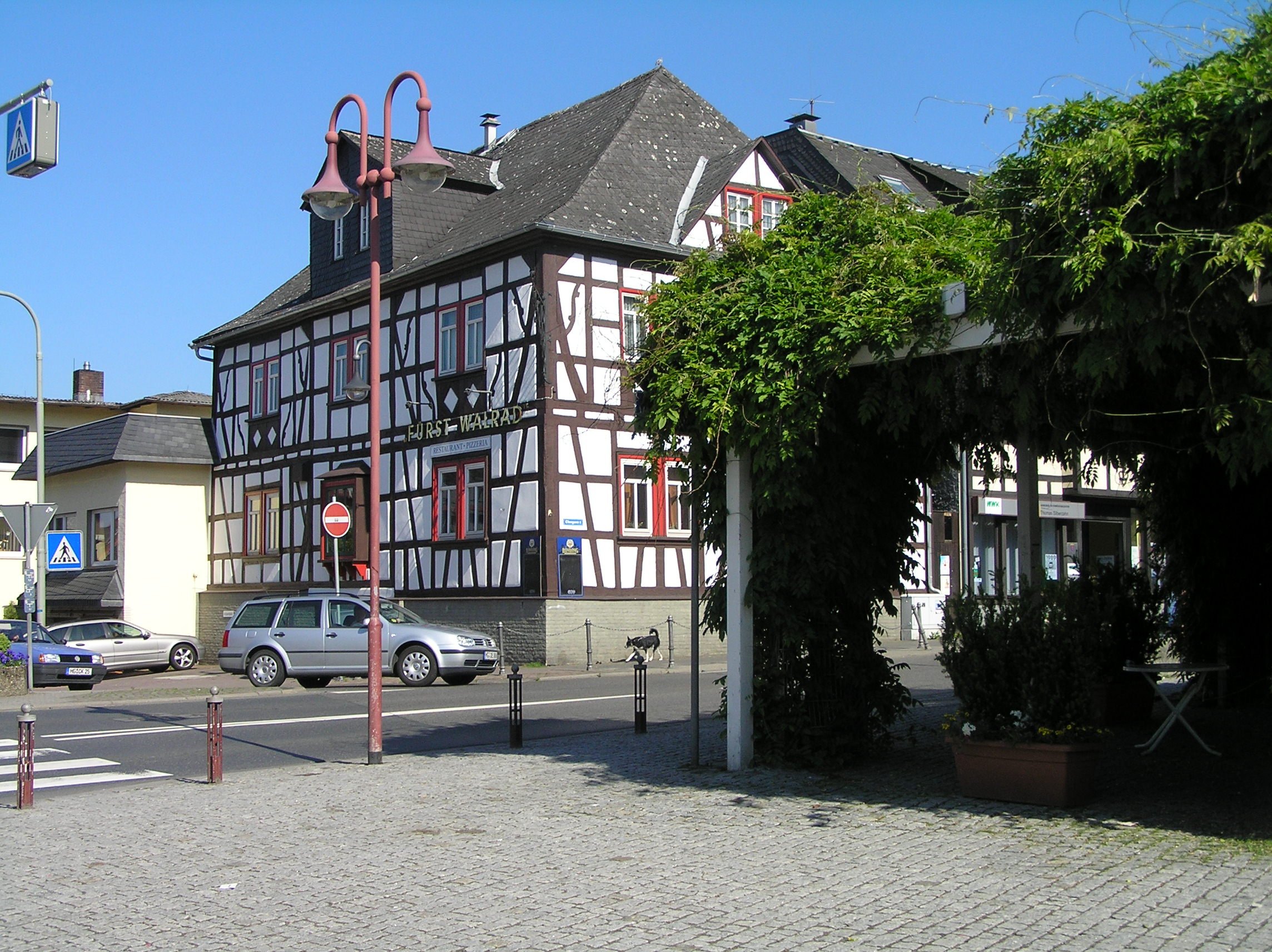
Restaurante Príncipe Walrad en Usingen.

La residencia de la rama Usingen de la Casa de Nassau era desde 1659 la población de Usingen en los montes Taunus. La ciudad ganó significativamente en prestigio e importancia al convertirse en la sede de los Nassau y se benefició asimismo del celo constructor urbano de Valeriano. Entre 1660 y 1663, Valeriano reemplazó el viejo castillo de Usingen por un nuevo palacio. En 1905, el concejo municipal erigió un monumento a Valeriano en los jardines del palacio (ahora un parque público) como agradecimiento.
En 1692 un incendio destruyó importantes partes de Usingen. Valeriano aprovechó esta circunstancia para la reconstrucción sistemática de la ciudad alta de Usingen. Diseñó las calles simétricas que caracterizan la trama urbana actual y construyó edificios representativos a lo largo de la calle principal.
La población del territorio en torno a Usingen había sido diezmada en la Guerra de los Treinta Años. Valeriano promovió el influjo de hugonotes quienes habían huido de Francia, y les concedió libertad religiosa. La Iglesia Hugonota en Usingen es una evidencia de esta migración.

## Matrimonio e hijos
Su primer matrimonio fue con Catherine Françoise, Condesa de Croÿ-Roeulx. Este matrimonio tuvo cinco hijos, de los cuales tres llegaron a edad adulta:
- Guillermina Enriqueta (1679-1718), casada con el conde Carlos Luis Federico de Salm (sin descendencia).
- Enrique (1680-1682)
- María Ernestina (nacida y muerta en 1683)
- Guillermo Enrique (1684-1718)
- María Albertina (1686-1768), casada con Juan Jorge (1702–1725), hijo de Jorge Felipe, conde de Ortenburg.

Después de la muerte de su primera esposa, contrajo matrimonio con Magdalena Isabel, Condesa de Löwenstein-Wertheim-Rochefort. Este matrimonio no tuvo hijos.

## Obras
- Vorgeschlagene Conditiones Für die Vbergebung der Vestung Käyserswerth, Statt, Schlosses und angehörigen Schäntzen sowohl dieß- alß jenseith des Rheins, S.L. Düsseldorf, Beyers, 1702 digitizado